# 徳島県立保育専門学院
徳島県立保育専門学院（とくしまけんりつ ほいくせんもんがくいん）は、徳島県徳島市城東町にあった徳島県が運営する保育に関する専修学校である。

## 沿革
50年余りの間に2,280人余りの生徒を保育士として養成してきた。
- 1951年7月 徳島市国府町に設立。
- 1965年4月 徳島市城東町に学校を移動。
- 2004年3月 廃校となる。
- 2007年7月7日 校舎跡にモニュメントが設置される。

## 学科
- 保育科

## 所在地
- 〒770-0862 徳島県徳島市城東町2丁目